# Christian Mititelu
Christian Gheorghe Mititelu (n. 11 aprilie 1944, București, România) este un jurnalist român. El a fost directorul redacției române a BBC. Christian Mititelu este cetățean britanic.

## Educație și carieră
A studiat la Universitatea Politehnică din București între 1962-1967, apoi a lucrat ca inginer pentru F.E.A. București (1968-1969) și G.E.C. Automation Paris (1970-1971).
Din 1972 până în 2008, a lucrat pentru serviciul global BBC, mai întâi ca redactor (1972-1984) și apoi ca director la secția română a BBC (1984-1991 și 1993-2004). Christian Mititelu a lucrat pentru BBC până în August 2008.
El este, de asemenea, președinte al Alianței Civice din România și membru al Ligii române de presă. Mititelu este membru al Consiliului Național al Audiovizualului (CNA) din România. El a fost numit în această funcție de către Guvernul României în luna octombrie 2008.
Este căsătorit și are doi copii.

## Lucrări
- Viața lui Corneliu Coposu

## Onoruri
- Familia Regală română: al 57-lea Cavaler al Decorației "Crucea Casei Regale a României"[4]